# Manuel Pfister
Manuel Pfister (ur. 4 grudnia 1988 w Schwaz) – austriacki saneczkarz, uczestnik Zimowych Igrzysk Olimpijskich 2010, trzykrotny medalista mistrzostw świata juniorów.
W 2010 roku wziął udział w igrzyskach w Vancouver. W jedynkach mężczyzn zajął dziesiąte miejsce. Podczas jednego z treningów przed zawodami olimpijskimi rozpędził się do 154 km/h, czym poprawił rekord świata w prędkości osiągniętej w saneczkarstwie. W pozostałych treningach plasował się w czołówce stawki z niewielką stratą do najlepszych zawodników.
W latach 2011–2013 trzykrotnie uczestniczył w saneczkarskich mistrzostwach świata – w 2011 roku w Cesanie zajął czternaste miejsce w jedynkach, rok później w Altenbergu był dziesiąty w jedynkach i czwarty w zawodach drużnowych, a w 2013 roku w Whistler zajął dwudzieste miejsce w jedynkach. Trzykrotnie brał udział również w mistrzostwach Europy – w 2010 roku w Siguldzie był siódmy w jedynkach, w 2012 roku w Paramonowie siódmy w jedynkach i czwarty w zawodach drużynowych, a w 2013 roku w Oberhofie jedenasty w jedynkach.
Od sezonu 2006/2007 do sezonu 2013/2014 startował w zawodach Pucharu Świata. Zadebiutował w listopadzie 2006 roku w Turynie, zajmując 28. miejsce w jedynkach. Najwyżej w klasyfikacji generalnej, na siódmym miejscu, był w sezonie 2011/2012. Osiemnastokrotnie plasował się w czołowej dziesiątce zawodów w jedynkach. Najwyższe w karierze, piąte miejsce w konkursach Pucharu Świata, osiągnął dwukrotnie w Calgary – w 2010 i 2011 roku. Raz stanął na podium drużynowych zawodów Pucharu Świata. Dokonał tego w lutym 2012 roku w Siguldzie, zajmując drugie miejsce wraz z Niną Reithmayer i braćmi Linger – Andreasem i Wolfgangiem.
W swojej karierze trzykrotnie stał na podium mistrzostw świata juniorów. W 2005 roku w Winterbergu oraz w 2007 roku w Cesanie wywalczył srebrne medale w jedynkach, a w 2008 roku w Lake Placid zdobył brązowy medal w zawodach drużynowych, wspólnie z Birgit Platzer, Reinhardem Eggerem i Davidem Schweigerem.
Jego bratem jest Daniel Pfister, również saneczkarz.

## Puchar Świata

### Miejsca w klasyfikacji generalnej
| Sezon     | Miejsce |
| --------- | ------- |
| 2006/2007 | 34.     |
| 2007/2008 | 29.     |
| 2008/2009 | 18.     |
| 2009/2010 | 17.     |
| 2010/2011 | 11.     |
| 2011/2012 | 7.      |
| 2012/2013 | 10.     |
| 2013/2014 | 18.     |

## Igrzyska olimpijskie
| Miejsce | Data              | Miejscowość | Konkurencja | Ślizg 1 | Ślizg 1 | Ślizg 2 | Ślizg 2 | Ślizg 3 | Ślizg 3 | Ślizg 4 | Ślizg 4 | Łącznie  | Strata | Zwycięzca  |
| Miejsce | Data              | Miejscowość | Konkurencja | Czas    | Miejsce | Czas    | Miejsce | Czas    | Miejsce | Czas    | Miejsce | Łącznie  | Strata | Zwycięzca  |
| ------- | ----------------- | ----------- | ----------- | ------- | ------- | ------- | ------- | ------- | ------- | ------- | ------- | -------- | ------ | ---------- |
| 10.     | 13–14 lutego 2010 | Vancouver   | jedynki     | 48,677  | 8.      | 48,835  | 9.      | 49,064  | 9.      | 48,693  | 9.      | 3:15,269 | 2,184  | Felix Loch |